# Alfred Zampa
Pour les articles homonymes, voir Zampa (homonymie).
Alfred Zampa (12 mars 1905 à Selby, dans le comté de Contra Costa, en Californie – 23 avril 2000) était un ouvrier américain qui joua un rôle important dans la construction de plusieurs ponts de la région de la baie de San Francisco.

## Biographie
Alfred Zampa est d'abord connu pour avoir été l'un des premiers à avoir survécu à une chute du pont du Golden Gate, en 1936. Son nom a été donné à l'Alfred Zampa Memorial Bridge, un pont qui a remplacé un ouvrage du Carquinez Bridge datant de 1927, qu'Al Zampa avait contribué à construire, à l'âge de 20 ans. Il participa également à la construction du pont du Golden Gate et du Bay Bridge.
Al Zampa prit sa retraite en 1970, à l'âge de 65 ans, et mourut à 95 ans à Tormey, en Californie.

## Source
- (en) Cet article est partiellement ou en totalité issu de l’article de Wikipédia en anglais intitulé « Alfred Zampa » (voir la liste des auteurs).